# Мамонов и Алексей
«Мамонов и Алексей» — московская рок-группа, которая по сути является совместным музыкальным проектом Петра Мамонова со своим родным братом по матери Алексеем Бортничуком. Проект стал переходным между двумя составами «Звуков Му» и не снискал широкой популярности, оставшись экспериментальным.

## История группы
Проект родился в конце 1989 года, когда Мамонов считал, что находящиеся на пике своей популярности «„Звуки Му“ кончились как идея», и он, разогнав группу, решил сменить направление в творчестве и организовать сольный проект. В качестве музыкальной опоры он выбрал своего брата (по матери) Алексея Бортничука, который также играл в «Звуках Му».
Мамонову было тесно и скучно в рамках рок-н-ролла да и музыки вообще. Каждая его песня была музыкальным спектаклем, и постепенно его концертная программа стала мутировать в театрализованное шоу
Демонстрационная запись материала проекта записалась дуэтом в конце 1989 года в студии на Николиной Горе. Мамонов возлагал большие надежды на ещё не завершенный зарубежный контракт с Брайном Ино, подписанный ещё «Звуками Му». При записи Мамонов помимо вокальных партий занимался также прописыванием бас-партий и барабанов, а также вместе с Бортничуком они прописывали гитарные партии. В итоге, несмотря на концептуальность и целостность материала, Ино не решился браться за запись, считая задумку мало осуществимой. Помимо этого большую роль сыграла смена названия: с раскрученных на западе «Звуков Му» на «Мамонов и Алексей» — что не играло дуэту на пользу.
Первые гастроли дуэта прошли в рамках американских гастролей группы «Звуки Му». Тур по США обоим коллективам был организован американкой Линдой Гринберг, при участии и жены Мамонова — Ольги. Дуэт выступал непосредственно после традиционного выступления «Звуков Му». Не во всех городах удалось реализовать концертную программу второго отделения концерта, тогда Петру и Алексею пришлось отыгрывать только классическую программу с музыкантами «Звуков Му». Виной тому была довольно усложнённая шоу-программа «Мамонов и Алексей», включающая театрализованное живое исполнение композиций под записанную фонограмму ритм-секции.
После зарубежных гастролей проект «Мамонов и Алексей» занял нишу давно распавшихся «Звуков Му». Но для реализации концертной программы Мамонова требовались большие затраты, которые группа не могла себе позволить. В итоге вопрос по реализации декораций решила Ольга Мамонова, воссоздав их вручную. На первых этапах дуэту аккомпанировал привлечённый к проекту Михаил Жуков и два его ученика-перкуссиониста. Позднее ученики перестали принимать участие в программе и Жуков остался на ритм-секции один. В таком составе группа дебютировала на российском телевидении в рамках фестиваля «Программы А» в 1990 году. В конце концов и он отделился от коллектива.

Дуэт «Мамонов и Алексей» (фотография Игоря Мухина, 1989 год) на развороте журнала

Тогда же, в 1991 году у Мамонова появилась своя студия, названная им «Отделение Мамонов», где он хотел записывать не только себя, но и молодых музыкантов, бывших коллег и продвигать их дальше, но из этой затеи ничего не вышло. И в итоге студия превратилась в репетиционную точку Мамонова. По воспоминаниям Олега Ковриги, единственное, что удалось записать в «Отделении Мамонов», был альбом Рады под названием «Граффика», который был выпущен значительно позже на лейбле «Solyd Records». Альбом был записан в качестве зарплаты Ковриги, который был администратором проекта. В итоге просуществовав студия недолго и быстро начала «разваливаться». Примерно в это время студией был выпущен посмертный альбом «Звуков Му», «Транснадёжность», а также одноимённая дебютная запись дуэта.
«Живая» ритм-секция у коллектива появилась только в 1992 году, когда на бас-гитару был приглашен старый знакомый Мамонова и Липницкого — Евгений Казанцев, который уже имел опыт игры в различных проектах. Место за барабанами занял ударник Юрий Кистенёв из группы «Альянс». Репетиции проводились на станции «Студенческая» в «Отделении Мамонов». Звукооператором был Антон Марчук, который имел опыт записи с Мамоновым ещё по «Звукам Му». Однако вскоре Кистенёва пригласили в состав группы «Моральный кодекс», на замену барабанщика Игоря Ромашова. Кистенёв уходит туда, порекомендовав в группу барабанщика Андрея Надольского. Дуэт «Мамонов и Алексей» преобразовался в квартет, который позволял Мамонову реализовать некоторые свои ранние композиции, поскольку ритм-секция Казанцева образовывала стену звука, что делало звучание более «роковым» и гитарным.
Образование постоянного концертного состава «Мамонов и Алексей» позволило спокойно записывать новый материал. Новый альбом записывался в течение 1992—1994 годов и состоял по большей части из раннего нереализованного материала Мамонова. Несмотря на новизну проекта, Мамонов решил переименовать заметно расширившийся проект, который уже не мог называться «Мамонов и Алексей». В итоге квартет стал вторым составом «Звуков Му», вследствие чего Казанцев и Надольский стали полноправными участниками, а записанный ими материал стал первым альбомом «возрожденного» коллектива под названием «Грубый закат».

## Дискография
- 1992[6] — Мамонов и Алексей

## Мнение о творчестве
Петр Николаевич Мамонов с огромным успехом снимается в кино — «Такси-блюз» и так далее. Его песенные упражнения в дуэте с братом Лёликом не очень убедительны и происходят скорее по инерции.— Артемий Троицкий